# Puig Pedrós de l'Obac
El Puig Pedrós de l'Obac és una muntanya de 163 metres que es troba al municipi de Sant Cugat del Vallès, a la comarca del Vallès Occidental.